# Kloster Maria von den Engeln (Bleijerheide/Kerkrade)

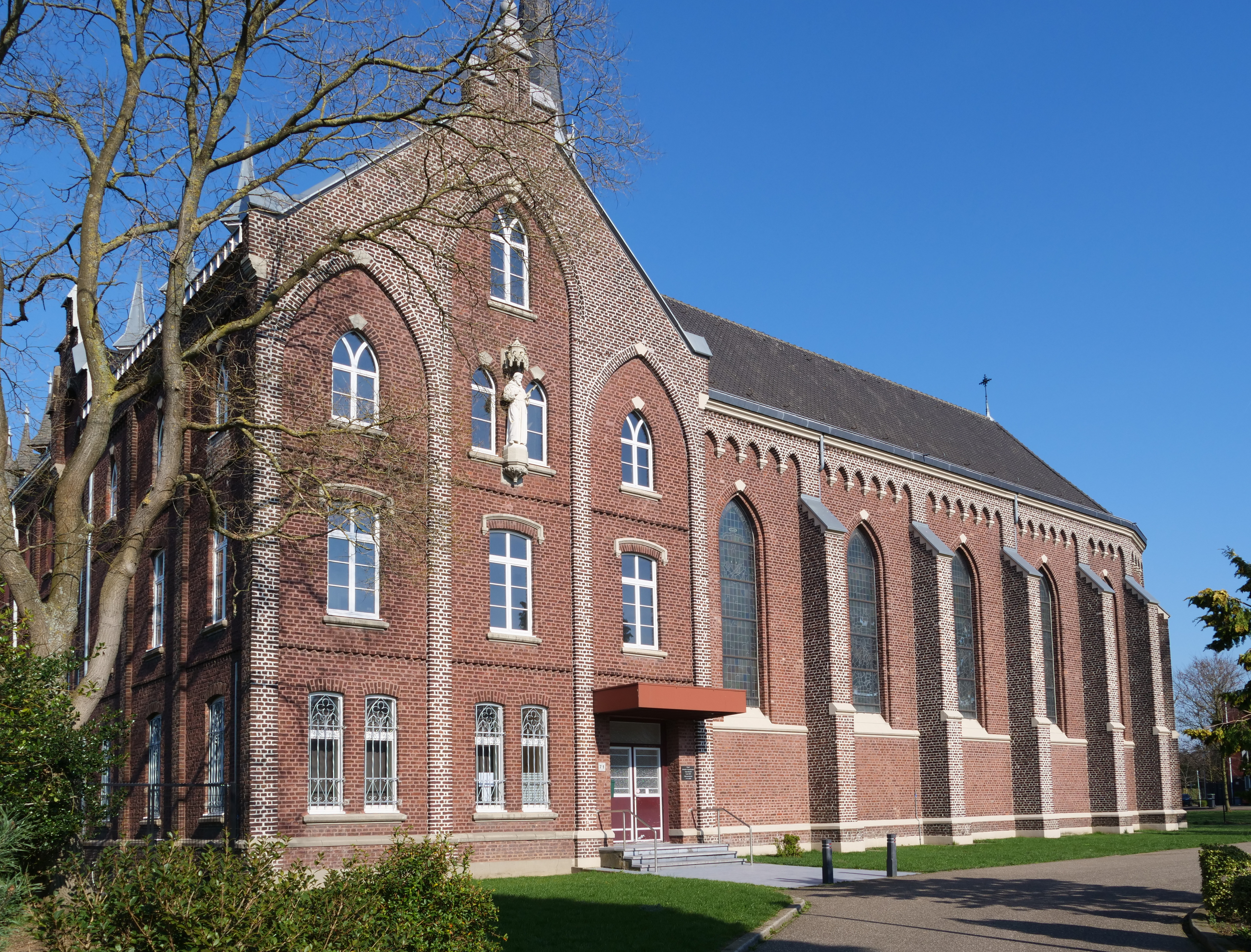
Südseite des Klosters mit Pforte und Kapellentrakt

Das Kloster Maria von den Engeln steht in Bleijerheide, einem Ortsteil von Kirchrath in der niederländischen Provinz Limburg an der Pannesheiderstraße. Es wurde 1891 als neugotischer Backsteinbau errichtet und ist ein niederländisches Reichsmonument (Nr. 513755). Das Patrozinium der Klosterkirche ist „Unsere Liebe Frau von den Engeln“.

## Vorgeschichte
Angeregt durch seine Verwandte Franziska Schervier gründete  Johann Philipp Martin Höver (1816–1864), der seit 1855 Mitglied des Dritten Ordens des Hl. Franziskus war, 1857 in Aachen eine eigene Genossenschaft mit dem Ziel, verwahrloste Jugendliche zu betreuen. 1861 erhielt die Genossenschaft den Status einer Diözesankongregation: Die Armen-Brüder des hl. Franziskus (lat.: Congregatio Fratrum Pauperum Sancti Francisci, Ordenskürzel: CFP). Das Mutterhaus befand sich in Aachen in der Rütscherstraße. Im Rahmen des Kulturkampfes wurde im Königreich Preußen im Juni 1875 das Klostergesetz erlassen, das die Auflösung aller katholischen Orden und ordensähnlichen Kongregationen innerhalb von 6 Monaten verfügte. Ausgenommen hiervon waren nur Einrichtungen, die sich ausschließlich der Krankenpflege widmeten.

## Geschichte des Klosters
Der Nachfolger von Johannes Höver, Bruder Bonaventura Schaeben (1817–1882), konnte in Bleijerheide in Grenznähe ein Grundstück erwerben, auf dem im Herbst 1876 ein erster Fachwerkbau und wenig später ein zweiter errichtet wurde. Im September zogen 30 Jungen mit einigen Brüdern von Aachen ein. Im Oktober 1877 schloss die Regierung endgültig beide Einrichtungen in Aachen, die die Brüder betrieben, sodass die gesamte Gemeinschaft nach Bleijerheide umzog.
Der Generalobere der Genossenschaft, Bruder Massaeus Klein, entwarf die Anlage in der heutigen Form und leitete die Baumaßnahmen. Im ersten Bauabschnitt wurden im Erdgeschoss Waschküche, Leinenkammer, Schneiderwerkstatt und Bäckerei eingerichtet, im 1. Stock 3 Klassenzimmer. Zugleich wurde der Bau des Brüderhauses begonnen und 1892 die Kapelle geweiht. In Erweiterungsbauten erfolgte 1896 die Gründung des Juvenats ›Nazareth‹, wegen weiterer Zunahme der Aspiranten 1910 ein ›Neues Nazareth‹.
Mit dem Ende des Kulturkampfes konnten die Brüder wieder nach Aachen in das Haus an der Rütscherstraße zurückkehren, aber Bleijerheide blieb bis 1932 Mutterhaus und Generalat für die mittlerweile in mehreren Ländern befindlichen Niederlassungen. Von 1939 bis 1958 war es Provinzialhaus der niederländischen Provinz. Da diese 1958 zu klein geworden war, nahm die Kongregation in Aachen das Kloster in ihr Ressort zurück.
2008 wurde das Kloster an die Priesterbruderschaft St. Pius X. verkauft.

## Architektur
Das neugotische Backsteinbauwerk hatte wie weitere Kulturkampfklöster eine U-Form, bestehend aus einem längeren, nord-südlich verlaufenden Mitteltrakt und im Norden und Süden aus zwei kürzeren Gebäudeteilen. Die Kapelle bildet den südlichen, parallel zur Pannesheiderstraat verlaufenden Arm, der direkt an den Mitteltrakt anschließt. Sie hatte ursprünglich einen eigenen Eingang neben der Klosterpforte, kann aber jetzt nur über diese erreicht werden. Die Kirche ist eine Saalkirche mit fünfeckigem Chorschluss und 5 spitzbogigen Kreuzgewölben unter einem Satteldach. Am Übergang zwischen Kloster und Kirche sitzt ein Dachreiter. Die Altäre, der Hauptaltar und die Maria beziehungsweise Josef geweihten Nebenaltäre, sind in neugotischem Holzschnitzwerk ausgeführt.
Der Nordflügel, der ursprünglich das Noviziat beherbergte, wurde 1972 umgebaut, das dritte Stockwerk wurde abgebrochen und ein Flachdach aufgesetzt. Er ist heute (2019) abgerissen, wie auch alle weiteren Nebengebäude, darunter das Juvenatsgebäude.

## Varia
Der Roman Het hout (2014) van Jeroen Brouwers spielt in diesem Kloster.